# Smerinthus cinerascens
Smerinthus cinerascens är en fjärilsart som beskrevs av Otto Staudinger 1879. Smerinthus cinerascens ingår i släktet Smerinthus och familjen svärmare. Inga underarter finns listade i Catalogue of Life.